# Les Beaux Gosses
Ne doit pas être confondu avec Les Beaux Mecs.
Pour plus de détails, voir Fiche technique et Distribution.
Les Beaux Gosses est un film écrit et réalisé par Riad Sattouf sorti le 10 juin 2009 en France. 
Premier film du réalisateur et auteur de bandes dessinées Riad Sattouf, Les Beaux Gosses a été sélectionné dans la section Quinzaine des réalisateurs lors du Festival de Cannes 2009 et a reçu le César du meilleur premier film lors de la 35e cérémonie des César en 2010. Film pour ados devenu un film générationnel,, Les Beaux Gosses a de plus ouvert la carrière cinématographique de son acteur principal Vincent Lacoste qui reçoit – avec Anthony Sonigo – le prix Lumière de la révélation masculine lors des Lumières 2010.

## Synopsis
Adolescent un peu mal dans sa peau qui tente de s'émanciper de sa mère dépressive, Hervé est en 3e au collège Éric-Tabarly à Rennes. Il n'a pas la cote auprès des filles. Mais il s'aperçoit qu'il plaît à l'une des plus jolies filles de sa classe : Aurore. Camel, son meilleur ami, le soutient.

## Fiche technique
- Titre : Les Beaux Gosses
- Réalisation : Riad Sattouf assisté d'Elsa Amiel
- Scénario : Riad Sattouf et Marc Syrigas
- Photographie : Dominique Colin
- Son : Laurent Benaïm et Hervé Guyader
- Montage : Virginie Bruant
- Décors : Marie Cheminal
- Costumes : Mimi Lempicka
- Musique : Flairs et Riad Sattouf
- Productrice : Anne-Dominique Toussaint
- Sociétés de production : Les Films des Tournelles, Pathé, Studio 37 en association avec la SOFICA Cinémage 3
- Distribution : Pathé
- Pays d'origine : France
- Langue : français
- Format : couleur
- Genre : comédie de genre (teen movie)
- Durée : 83 minutes
- Date de sortie : 10 juin 2009

## Distribution
- Vincent Lacoste : Hervé
- Anthony Sonigo : Camel
- Alice Tremolières : Aurore
- Julie Scheibling : Laura
- Camille Andreys : Meryl
- Robin Nizan-Duverger : Benjamin
- Baptiste Huet : Loïc
- Simon Barbier : Nicolas
- Irwan Bordji : Anas
- Loreleï Chenet : Mégane
- Sihem Namani : Sadia
- Salomé Durchon : Nolwenn
- Noémie Billy : Océane
- Emma Gregory : Emma
- Thania Perez : Jenifer
- Lise Bordenave : Sabrina
- Louis Bankowsky : Goulven
- Nicolas Bouissy : Koulmen
- Pablo Eskenazi : Pablo
- Victorien Rolland : Wulfran
- Yanis Aït-Ali : Mahmoude
- Maya De Rio Campo : Leslie
- Florence Dottel : Françoise
- Noémie Lvovsky : La mère d'Hervé
- Christophe Vandevelde : Le père d'Hervé
- Emmanuelle Devos : Mme Du Guesclin, la principale
- Roch Amédat Banzouzi : M. Jeanquatte, le CPE
- Frédéric Neidhardt : M. Salkarian, le professeur de SVT
- Nicolas Maury : Le professeur de français
- Nicolas Wanczycki : Le professeur de mathématiques
- Mirabelle Kirkland : La professeure d'anglais
- Solenn Jarniou : La professeure de sport
- Emmanuel Malepart : Le professeur de musique
- Jean-Pierre Haigneré : Le professeur de technologie
- Léopold Simalty : Le professeur de SVT remplaçant
- Irène Jacob : La mère d'Aurore
- Yannig Samot : Le père d'Anas
- François Hassan Guerrar : Le père de Camel
- Valeria Golino : La femme cougar de la vidéo
- Joann Sfar : Le professeur de philosophie
- Marjane Satrapi : La vendeuse du magasin de musique
- Mireille Franchino : La femme du magasin de musique
- Jeannick Gravelines : Un serveur
- Marc Syrigas : Le serveur du « Café Stade Rennais »
- Bernard Chanteux : Le petit vieux du bus
- Louison Pochat : La voisine sexy
- Nina Cruveiller : Ludivine, la cousine d'Aurore 1
- Charlotte Lebreton : Marie, la cousine d'Aurore 2
- Diane Girard : Suzanne, la cousine d'Aurore 3
- Marion Marchand : Constance
- Anne-Dominique Toussaint : La doctoresse
- Riad Sattouf : Julien
- Cartman : la voix radio

## Projet et réalisation

### Production
Après avoir apprécié l'album de BD Retour au collège (2005) de Riad Sattouf, Anne-Dominique Toussaint, directrice de la société Les Films des Tournelles, lui demande d'écrire un film sur les jeunes et l'adolescence, lui laissant carte blanche pour le scénario qui évoluera au cours des cinq scripts successifs écrits en trois ans. Le budget total du film est de 3,5 millions d'euros.
Le film révèle Vincent Lacoste, alors âgé de quinze ans et faisant ses débuts au cinéma, repéré lors du casting de plus de cinq cents postulants non professionnels. Resté proche personnellement de l'acteur, Riad Sattouf tirera une bande-dessinée des premiers pas d'acteur de Lacoste en 2021, Le Jeune Acteur 1 : Aventures de Vincent Lacoste au cinéma. Aux rôles des collégiens tenus par de jeunes adolescents inconnus, s'ajoutent une distribution d'actrices notables du cinéma d'auteur français (Noémie Lvovsky, Emmanuelle Devos, Irène Jacob ainsi que l'Italienne Valeria Golino) qui tiennent les rôles secondaires ou font des caméos décalés.

### Tournage
Le tournage s’est déroulé pour la majeure partie à Rennes, ville où a grandi le réalisateur Riad Sattouf. Les scènes d’intérieur ont été tournées à Gagny au collège Madame-de-Sévigné et au gymnase Bernard-Vérité et une scène d'extérieur au parc Courbet. Par ailleurs, plusieurs scènes extérieures ont été filmées à Lagny-sur-Marne, en Seine-et-Marne (bords de Marne, place de La Fontaine, etc.) ainsi qu’à Maisons-Alfort.

### Musique
Les musiques originales du film sont du musicien Flairs (Lionel Rouault) et de Riad Sattouf ; la scène de danse de la fête utilise la chanson La Danse du ragga du groupe de raggamuffin RIC (Roots Intention Crew) ; tandis que le générique de fin est la chanson You Think You're a Man des The Vaselines.

## Accueil

### Réception critique
Les Beaux Gosses est globalement bien accueilli par la presse généraliste et spécialisée française lors de sa sortie. L'Express souligne que « s'il ne brille pas par sa mise en scène, [le film] est une vision naturaliste et néanmoins hilarante de l'adolescence, dans ce qu'elle a de plus pathétique et de plus excitant à la fois ». Sur la même ligne critique, Le Figaro considère qu'il s'agit d'une « hilarante chronique des mœurs des ados à l'aube de l'âge adulte, [qui] observe avec une jubilation contagieuse ce moment paroxystique où les corps changent, se dérèglent, et où les pulsions, l'amour et le désir s'invitent au programme » concluant que ce premier film est « une vraie réussite ». Pour Libération, Riad Sattouf « invente le film d’acné à la française », un film de genre, le teen movie, qui peine en France à trouver sa place en raison de l'absence de films de qualité. Le quotidien fait un rapprochement avec le film LOL de Lisa Azuelos, sorti quelques mois auparavant, considérant que ces deux films « viennent coup sur coup de tenter de rehausser la donne » chacun avec des éléments socio-culturels spécifiques, et juge que Les Beaux Gosses adopte « un ton juste, où le rire — parfois gras — se place prioritairement au service d'une étude de mœurs en réalité finement observée ». Enfin, l'hebdomadaire culturel Les Inrocks qualifie Les Beaux Gosses de « beau film » le jugeant également « aussi drôle que réaliste », tandis que Télérama lui accorde sa note maximale.

### Réception du public
Durant sa durée d'exploitation en salles, le film remporte un bon succès auprès du public et réalise plus de 900 000 entrées en France. Au fil des années, Les Beaux Gosses devient un film générationnel et prend le statut de film culte.
Lors de sa première diffusion en clair à la télévision le 15 août 2013 sur M6, le film réunit 1 632 000 spectateurs, soit 9,6% de part d'audience (PdA), le plaçant seulement en quatrième position du classement des chaînes ce soir-là qui diffusaient un épisode de la série Profilage sur TF1 (3 826 000 spectateurs soit 22,2% de PdA), un numéro du magazine d'information Envoyé spécial sur France 2 (2 776 000 spectateurs soit 16,3% de PdA) et le film Pale Rider de Clint Eastwood sur France 3 (2 367 000 spectateurs soit 14,1% de PdA). Lors de sa rediffusion le 29 mars 2023 sur Arte en première partie de soirée, le film rassemble 950 000 spectateurs, soit 4,6% de part d'audience (PdA), le plaçant seulement en huitième position du classement des chaînes ce soir-là.

## Distinctions

### Prix
- César 2010 : meilleur premier film pour Riad Sattouf
- Étoiles d'or 2010 : meilleur premier film français pour Riad Sattouf
- Lumières 2010 : Prix Lumière de la révélation masculine pour Vincent Lacoste et Anthony Sonigo
- Trophées du Film français 2010 : meilleur duo réalisateur-producteur pour Riad Sattouf et Anne-Dominique Toussaint
- Prix Jacques-Prévert du scénario 2010

### Nominations
- César 2010 :
  - meilleur espoir masculin pour Vincent Lacoste
  - meilleure actrice dans un second rôle pour Noémie Lvovsky